# Cicló extratropical Klaus
El cicló extratropical Klaus va ser un cicló de latitud mitjana que va afectar els dies 23, 24 i 25 de gener de 2009 especialment el nord d'Espanya i el sud de França ocasionant diverses víctimes mortals i importants danys materials. El centre de la depressió es va desplaçar d'oest a est des de les Illes Açores, passant pel mar Cantàbric, fins al golf de Gènova, i va generar forts vents de més de 150 km/h i ones de més de 20 metres al litoral espanyol i francès. Va ser un fenomen extraordinari que no es repetia amb tanta virulència a Espanya des de 1997.
El fenomen causant d'aquesta borrasca especialment profunda va ser una ciclogènesi explosiva. Aquesta es produeix quan dues masses d'aire diferents, una de càlida i una altra de freda, xoquen la qual cosa genera forts vents i abundants precipitacions. Es desenvolupa en un curt període; per això l'adjectiu "explosiva". Encara que algunes de les seves característiques, com l'intens vent, s'assemblen als ciclons tropicals, l'origen i evolució d'ambdós fenòmens són molt diferents.
Es van reportar 26 víctimes mortals relacionades amb la situació meteorològica, 12 de les quals a Espanya. L'esdeveniment més greu va tenir lloc a Sant Boi de Llobregat (Barcelona), quan el mur d'una instal·lació esportiva va caure sobre uns nens i va causar la mort de quatre.

## Nom
Encara que l'Agència Estatal de Meteorologia no dona cap nom concret als sistemes que afecten Espanya, l'Institut de Meteorologia alemany, referent en el seguiment històric de l'evolució atmosfèrica a Europa, anomena amb regularitat les borrasques i anticiclons més notables. El 23 de gener va donar el nom de Klaus, en honor de Klaus Schümann, al sistema de baixes pressions situat a l'Atlàntic Nord.

## Context meteorològic
El cicló extratropical Klaus, que era alimentat per dues masses d'aire molt contrastades, una d'aire polar molt freda al nord i una altra d'humida i càlida al sud, va patir un procés de ciclogènesi explosiva que el va convertir en el transcurs d'unes poques hores següents en el que els meteoròlegs anomenen una borrasca explosiva o bomba meteorològica.
Per poder produir-se aquest fenomen de ciclogènesi explosiva han de coexistir a la distància adequada una depressió o tàlveg incipient a la part inferior de l'atmosfera que interaccioni amb una altra d'allunyada i a un nivell d'aproximadament 300 mb, la qual cosa comporta una ràpida intensificació de la borrasca amb caigudes de pressió d'aproximadament 20 mil·libars en 24 hores. Aquest tipus de borrasques amb una caiguda tan brusca de la pressió només es dona amb freqüència en latituds més altes (Groenlàndia, Islàndia…) i sónt molt menys freqüents a les nostres latituds.
És necessari no confondre aquest tipus de tempestes amb els ciclons tropicals la formació dels quals segueix un procés molt diferent. Així, les tempestes de tipus «bomba» són d'una dimensió dues vegades menys importants que la dels ciclons tropicals (500 km contra 1000 km) i treuen la seva energia de l'atmosfera, mentre que els ciclons tropicals obtenen la seva energia de l'aigua calenta del mar. Finalment, aquest tipus de tempestes sobrevenen principalment a l'hivern, mentre que els ciclons tropicals es produeixen al final de l'estiu o a la tardor.
Els científics no han establert fins ara una correlació entre l'escalfament global i canvis en la formació de les tempestes, augments en la seva freqüència i canvis en la intensitat de les mateixes si bé continua sent un tema d'estudi.

## Mesures d'emergència prèvies

### Espanya

Mapa d'alertes de l'AEMET per al dia 24.

El 19 de gener, la Direcció General de Protecció Civil va posar en alerta per vent a les quatre comunitats del litoral cantàbric i Madrid, però sense concretar per un possible episodi de forts vents durant el cap de setmana. L'aparició d'un centre de baixes pressions susceptible de transformar-se en una tempesta potencialment perillosa condueix a l'agència estatal de meteorologia (AEMT) a emetre un butlletí d'alerta el 22 de gener.
El matí del 23 de gener en desplaçar-se el centre de baixes pressions situat a l'Atlàntic cap a l'est amb un alt grau de possibilitat (70 -90%) que afectés ràpidament la part més occidental de la península Ibèrica. L'Agència Estatal de Meteorologia va posar en alerta vermella (la màxima possible) les comunitats cantàbriques per vents de més de 150 km/h i mar arborada o muntanyosa, amb ones de més de 9 metres. Gran part de les províncies de l'interior també van ser alertades amb el nivell taronja per ratxes de vent properes als 90 km/h.
Galícia va ser la primera comunitat a adoptar mesures d'urgència decretant la Conselleria el nivell taronja per ratxes de més de 140 km/h i pluja intensa. A més es van suspendre les classes en La Corunya i Lugo com mesura preventiva davant de l'arribada del temporal.
Al País Basc s'esperava que els forts vents arribessin entre les 00:00 i les 08:00 del dia 24. La flota va romandre amarrada a port i nombrosos vaixells mercants i pesquers procedents de diversos ports propers es van refugiar a la Ria de Bilbao davant de l'alerta per ones de 12 metres i vents de més de 150 km/h. Es va activar un pla de crisi en la comunitat en el qual s'estudiava la possibilitat de desallotjaments de les zones més afectades. Alguns trams de carreteres van quedar tallats de manera preventiva.

### França
Amb motiu del cicló, Météo-France va distribuir des del 23 de gener de 2009 un mapa de vigilància meteorològica amb nivells d'alerta vermella per a 5 departaments del sud-oest de França. Va ser actualitzada diverses vegades durant la jornada del 24 de gener de 2009.
En el moment àlgid de la tempesta, el nivell d'alerta 4 (vermell) va ser activat en 9 departaments (mapa de vigilància difós el 24 de gener a les 08 h 10 (CET)): Gironda, Olt i Garona, Landes, Gers, els Pirineus Atlàntics, Alta Garona, els Alts Pirineus, Aude i els Pirineus Orientals.
Des de la implantació del sistema d'alerta meteorològica l'octubre 2001, va ser la primera vegada que es va utilitzar el nivell vermell a causa de vents violents.

## Evolució del cicló

Evolució del cicló.

Des del 22 de gener, les imatges preses pel satèl·lit Meteosat mostren la formació d'una profunda depressió a l'Atlàntic, la qual fa presagiar una violenta tempesta susceptible d'abatre's sobre el nord d'Espanya i el sud de França. La ràpida intensificació de depressió condueix en primer lloc als serveis meteorològics espanyols i a continuació al francès a posar en alerta màxima les zones amenaçades.
El dia 23, la borrasca ubicada al nord de les Açores i amb una pressió de 1000 hPa es desplaça cap a l'est. Va anar aprofundint-se ràpidament amb el pas de les hores, arribant a caure fins als 968 hPa estimats a les 00:00 del 24 de gener: Klaus es converteix en el que els meteoròlegs coneixen com una bomba meteorològica.
A mitjan jornada del 23 de gener, la tempesta Klaus se situa a uns mil quilòmetres de les costes franceses, mentre continua aprofundint-se. La pressió en el seu centre és llavors de 988 mil·libar, caient a 977 mil·libar al voltant de les 16 hores. En el transcurs de la jornada, diverses comunitats autònomes situades al nord de la península són posades en alerta vermella a causa del risc de vents violents. De fet, els meteoròlegs de l'AEMT pronostiquen ràfegues de vent que podrien assolir els 150 km/h al litoral i 90 km/h a l'interior.
Davant de l'amenaça d'una tempesta d'una potència potencialment comparable a les tempestes Lothar i Martin de 1999, Météo-France decideix posar cinc departaments francesos en alerta vermella: Pirineus Atlàntics, Landes, Alta Garona, Alts Pirineus i Gers.
Galícia va ser la primera comunitat afectada pel cicló extratropical i en el transcurs de la jornada del 23 de gener, les primeres ràfegues afecten el litoral gallec i cantàbric, abans d'estendre's progressivament cap a l'est.
Durant la nit del 23 al 24 es produeixen violentes ratxes de vent, sent la Corunya la província amb els valors més alts. Es van registrar 198,4 km/h a l'estació d'Estaca de Bares, superant àmpliament els 158 km/h de màxima històrica el 1984, quan l'huracà Hortensia va arribar a les costes espanyoles. Es van registrar també valors similars a Cerezo de Arriba, a la comunitat de Castella i Lleó.

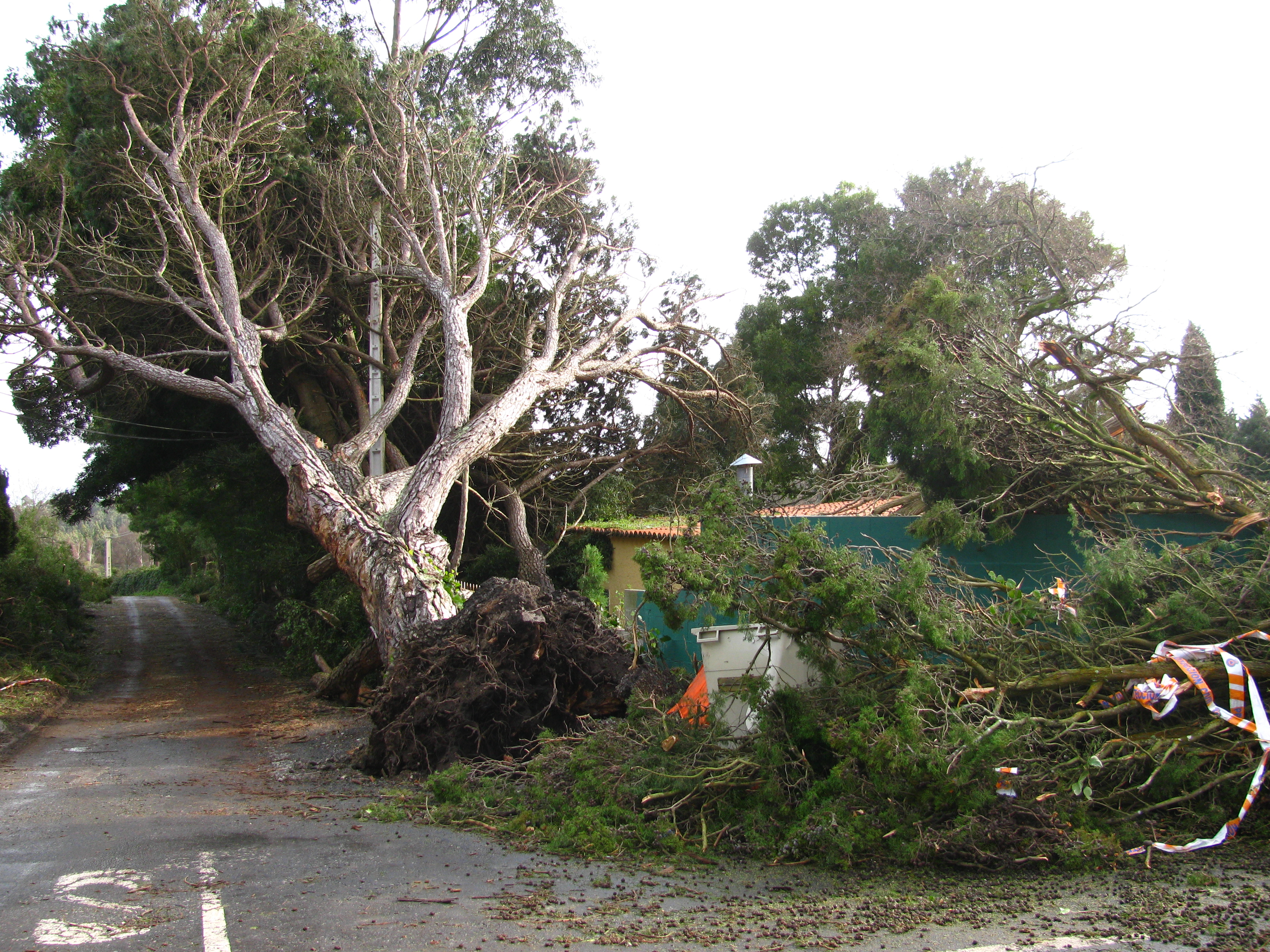
Arbres arrencats pel vent prop de La Corunya

El fort vent va fer caure nombrosos arbres dificultant la circulació per carretera. Un sergent de la Guàrdia Civil de Trànsit va morir a Burela, (Lugo) en caure-li un arbre mentre ajudava a diversos automobilistes. Un pesquer portuguès es va enfonsar a 60 milles de la costa de la Corunya pel fort onatge, i encara que tota la tripulació va poder ser rescatada en helicòpter, el capità va morir víctima d'un infart en arribar a terra. A més es reporten diversos ferits per accidents de trànsit i despreniment d'objectes. El vent també va fer caure seccions de línia elèctrica deixant diversos milers d'usuaris sense llum durant diverses hores. Els talls es van prolongar diversos dies en zones rurals de la Corunya. Les Torres de Arneiro, un conjunt d'antenes de ràdio de més de 100 metres d'altura construïts durant la Segona Guerra Mundial, van caure pel vent.
A Portugal, prop de 600 automobilistes van haver de ser socorreguts per protecció civil, ja que 21 carreteres van ser fetes impracticables pel temporal a les regions de Viseu, Braga i Vila Real.
A 22 milles de la costa de Santander es va donar l'ona més gran registrada a Espanya amb una altura de 26 metres.
A Sant Sebastià, s'observen ones de 13,5 metres, mentre que la xarxa de transport urbà de Bilbao és feta malbé per les caigudes d'arbres sobre les catenàries. Els observatoris de la xarxa de meteorològica espanyola registren una baixada de la pressió atmosfèrica de vuit mil·libars en amb prou feines quatre hores: en aproximar-se a les costes basques, a primeres hores del matí del 24 de gener, no és més que de 983 mil·libars.

Mapa que mostra la localització de la tempesta- La línia vermella, assenyala la trajectòria de la tempesta, marcada amb l'hora local

La tempesta colpeja les costes d'Aquitània en la nit del 23 al 24 de gener, seguint una trajectòria lleugerament més al nord del que els models inicialment havien previst i en lloc de passar pel sud de la Saintonge, discorre finalment a l'altura de la ciutat de La Rochelle amb la qual cosa els vents violents afecten a una zona més extensa que la prevista, que inclou igualment el departament de la Gironda, el qual és posat en alerta vermella durant la nit. Un front plujós associat a la tempesta provoca pluges de moderades a fortes en diversos punts del litoral d'Aquitània. En penetrar cap a l'interior de França, la pressió molt baixa (972 mil·libar) associada a un corrent en jet que bufa a prop de 300 km/h en altura condueixen a ràfegues de vents molt violentes a terra, en ser canalitzades pel relleu pirenenc. Ràfegues de 136 km/h són registrades a Biarritz, 141 km/h a Mont Marsan, 172 km/h a Biscarosse. Gironda, inicialment posada en alerta taronja, és colpejada per ràfegues de 150 km/h a 172 km/h sobre el litoral, mentre que Bordeus és escombrada per vents d'una gran violència: arribant-se als 161 km/h sobre l'Aeroport de Bordeus - Mérignac, un rècord absolut a la capital girondina. Com a resultat, Méteo-France reacciona durant la nit posant al seu torn Gironda i Lot i Garona en alerta vermella. A les primeres hores del 24 de gener, l'Aeroport de Bordeus - Mérignac és tancat per la prefectura de Gironda, mentre que el trànsit ferroviari és interromput i el transport públic (TBC) de la metròpoli girondina són suspesos.
A les 8 hores, es registren encara ràfegues de 135 km/h a Bordeus, de 137 km/h a Cazaux i de 165 km/h a Biscarrosse. El Pont d'Aquitània, principal via d'accés a la ciutat de Bordeus, és tancat en els dos sentits de circulació. Alhora, la tempesta arriba a Gers on 27.000 llars són privades d'electricitat.
A les 8 hores 30, Méteo-France estén l'alerta vermella als departaments de l'Aude i dels Pirineus Orientals, mentre que la tempesta colpeja de ple la regió Migdia-Pirineus. Els danys sobre les línies elèctriques deixen 30 000 clients en la foscor. A Gironda, la intensitat dels vents condueix EDF a posar en marxa de manera preventiva el pla d'emergència intern de la central nuclear del Blayais, al nord de Bordeus, que informa tanmateix que «els quatre reactors funcionen normalment».
A les 10 hores, l'aeroport de Tolosa-Blanhac és tancat també al trànsit aeri a causa de ràfegues de prop de 118 km/h que escombren la «ciutat rosa». 400 sapadors-bombers, 300 gendarmes, 40 operaris dels ferr SNCF i 100 empleats municipals intervenen en aquesta aglomeració urbana[30]. Es reporten caigudes d'arbres en diversos punts de la ciutat i en la seva perifèria. Durant el matí, el prefecte de les Landes declara el pla Orsec per al seu departament. A mitjan jornada, puntes a 159 km/h són registrades a Narbona, 184 km/h a Perpinyà i fins i tot 216 km/h al port d'Envalira, a Andorra. A les 18 hores 40, prop de 9280 llars són privades d'electricitat a l'Hérault, on les ràfegues de vent assoleixen els 131 km/h a Murviel-lès-Béziers.
A Catalunya, les ràfegues assoleixen els 200 km/h a Portbou. Les comarques del Baix Llobregat, del Tarragonès i del Vallès Occidental van ser particularment afectades. Centenars d'arbres van ser arrencats per les violentes ratxes de vent, tallant les vies de comunicació, destruint habitatges o infraestructures públiques. Igualment, es van registrar danys significatius al mobiliari urbà, en cabines telefòniques o senyals de circulació. En el moment més intens de l'episodi meteorològic, prop de 200.000 clients van sofrir talls d'electricitat segons la Generalitat i es va interrompre la circulació de trens en les principals línies fèrries.

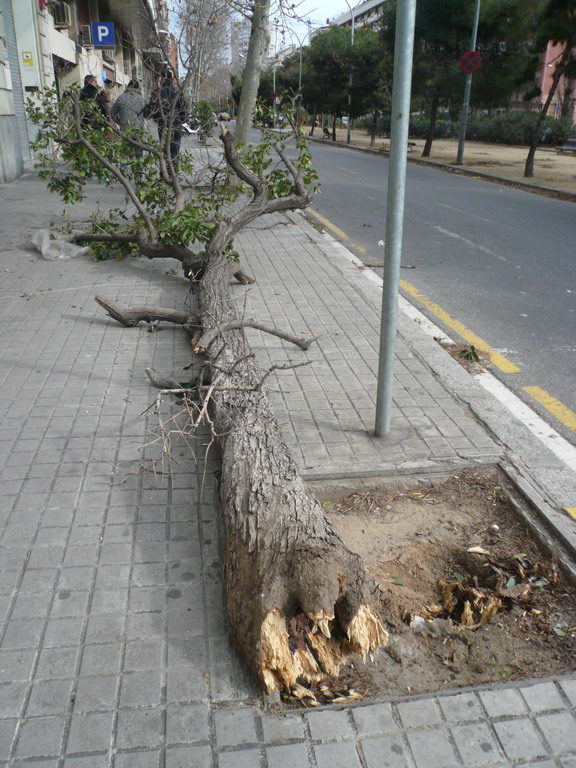
Arbre arrencat pel vent a l'avinguda de Roma de Barcelona

A Sant Boi de Llobregat, els murs d'un poliesportiu es van col·lapsar després de ser arrencada la teulada a causa d'una forta rafega de vent causant la mort de 4 nens i ferint a uns altres 16 que s'havien refugiat en el seu interior per disputar un partit de beisbol. A la Palma de Cervelló, també a la província de Barcelona, un operari de carretera va morir a conseqüència de la caiguda d'un arbre.
Més al sud, a l'Alcora, al País Valencià, la caiguda d'una línia a alta tensió provoca un incendi forestal. Atiades pels vents violents, les flames devoren prop de 1000 hectàrees de zona boscosa.
El dia 25, les depressió va entrar al mar Mediterrani fins al golf de Gènova, dirigint-se a continuació cap a Còrsega i el sud d'Itàlia, on les pluges torrencials causen la mort de diverses persones en una esllavissada de terra a la Calàbria aquell mateix dia.

## Actuacions després de la tempesta
L'alerta vermella és aixecada a l'últim departament al qual concerneix aquesta mesura, Pirineus Orientals, en la nit del dissabte 24 de gener. Una part dels departaments sinistrats passen en alerta taronja. Alhora, un balanç proporcionat per la companyia elèctrica ERDF avalua en 625 000 el nombre de clients privats d'electricitat a Aquitània, 348.000 a Migdia-Pirineus, 294.000 a Llenguadoc-Rosselló, 20.000 a Poitou-Charentes i 500 a Alvèrnia.
L'endemà de la tempesta, el president francès Nicolas Sarkozy efectua una visita a les zones sinistrades. Acompanyat dels ministres Jean-Louis Borloo, Michel Barnier, Dominique Bussereau i Michèle Alliot-Marie, és rebut per l'alcalde del Pian-Médoc, al nord de Bordeus. Al Final d'una reunió de crisi en la prefectura de la regió d'Aquitània, anuncia la intervenció de l'exèrcit de terra per ajudar les operacions de socors, així com la mobilització del «fons de solidaritat per als municipis víctimes de catàstrofes naturals». En la seva visita a Morcenx, a les Landes, a fi d'avaluar els danys sobre les infraestructures ferroviàries, el president de la SNCF Guillaume Pepy parla «d'imatges de guerra». En la nit del 25 de gener, sis departaments són posats de nou en alerta taronja a causa de riscs d'avingudes : Gironda, Charente Marítim, Charente, Dordonya, Landes i Gers.
El 26 de gener, la Comissió Europea anuncia la seva intenció d'activar el fons de solidaritat de la Unió Europea. El Secours populaire, Catholic Relief Services i la Creu Roja llancen una crida a les donacions en favor dels damnificats. Els mitjans de comunicació es mobilitzen i una edició especial dedicada a la tempesta és retransmesa per France 3 Sud al final de la tarda, mentre que una nit especial batejada «Solidarité tempête» és emesa a les 20 hores 35 per France 3 Aquitània. Aquesta programa és també emès per les emissores de ràdio de France Bleu a Aquitania. El 27, de gener, el president de l'assemblea nacional francesa Bernard Accoyer ret homenatge a les víctimes de la tempesta Klaus.
El 29, de gener, l'estat de catàstrofe natural firmat el dia anterior és publicat al butlletí oficial. A nou departaments francesos concerneix aquesta mesura: El Gironda, les Landes, els Pirineus Atlàntics, l'Alta Garona, el Gers, el Lot i Garona, els Alts Pirineus i Pirineus Orientals. El decret implica declaracions municipals simplificades per a 21 altres departaments fortament afectats per la tempesta.

## Danys
La tempesta originada en el Golf de Biscaia i que va seguir una trajectoria cap al sud-est que la va portar a través del sud de França durant el vespre del 24 de gener fins al nord d'Itàlia i l'Adriàtic va fer sentir els seus efectes des de les illes Anglonormandes fins al sud de Catalunya. Els efectes més destructors de la tempesta provocats per la pluja i els forts vents se situaren en el sud-oest de França mentre que a Itàlia va provocar danys mínims.

### França
Xarxa elèctrica
Més d'1,7 milió de llars són privats d'electricitat en una àmplia quarta part del sud-oest (Aquitània, Migdia-Pirineus, Poitou-Charentes, Llemosí i Alvèrnia) el dissabte 24 gener de 2009. El 5 de febrer, només algunes desenes de llars es troben sense corrent elèctric.
| Región              | 24 de gener de 2009 a les 16h30 | 25 de gener de 2009 a les 18h00 | 26 de gener de 2009 a les 12h00 | 27 de gener de 2009 |
| ------------------- | ------------------------------- | ------------------------------- | ------------------------------- | ------------------- |
| Aquitània           | 821.000                         | 553.000                         | 337.000                         | 212.700             |
| Llenguadoc-Rosselló | 362.000                         | desconegut                      | 63.000                          | 37.500              |
| Migdia-Pirineus     | 477.000                         | desconegut                      | 118.000                         | 55.800              |
| Poitou-Charentes    | 85.000                          | 20.000                          | 1.500                           | desconegut          |

Xarxa telefònica
Diversos cents de milers d'abonats han vist la seva línia telefònica tallada el 24 de gener durant la tempesta. France Télécom ha hagut de mobilitzar uns 3.000 tècnics a fi de reparar la seva xarxa.
Gràcies al fet que moltes centrals posseïen generadors d'emergència, l'impacte dels tall és menor en la jornada del 24 de gener per agreujar-se des de l'endemà amb l'esgotament del combustible d'aquest. Així, s'ha vist el nombre d'abonats privats de telèfon augmentar en la jornada del 25 de gener.
A les Corberes (Aude), el telèfon fix ha estat tallat des del dissabte 24 a 9 h, i restablert només a partir del dimarts 27 a les 17 h 15.
| Regió               | 24 de gener de 2009 | 25 de gener de 2009 | 26 de gener de 2009 | 27 de gener de 2009 |
| ------------------- | ------------------- | ------------------- | ------------------- | ------------------- |
| Aquitània           | 20.000              | 150.000             | 100.000             | 60.000              |
| Llenguadoc-Rosselló | desconegut          | 100.000             | 40.000              | 10.000              |
| Migdia-Pirineus     | 20.000              | 100.000             | 60.000              | 30.000              |

Danys forestals
Encara no completament recuperat de la tempesta de 1999, el bosc de les Landes veu de nou els seus pins marítims desarrelats, fins i tot seccionats. Així, segons les primeres estimacions, el 60% del bosc de les Landes és destruït i aproximadament 1.000.000 m³ de bosc han caigut. L'Inventaire forestier national (IFN), l'administració pública amb la missió de gestionar i inventariar els recursos forestals, és l'encarregada de la coordinació de l'avaluació dels danys. Gràcies al dispositiu establert, estimacions precises en superfície i en volum dels danys de tempesta estaran disponibles des de mitjan febrer.

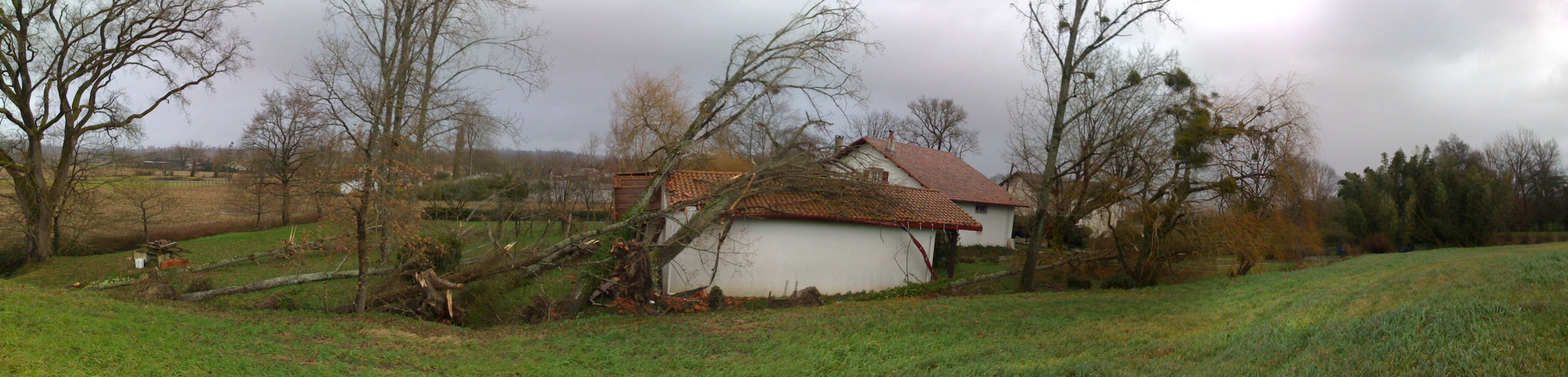
Estralls a les Landes.

### Estat espanyol
A Catalunya, les comarques del Baix Llobregat, Tarragonès i Vallès Occidental foren particularment afectades. Centenars d'arbres van ser arrencats per les violentes ràfegues, tallant les vies de comunicació i malmetent diversos habitatges o infraestructures públiques. Igualment, es comptabilitzaren danys significatius en el mobiliari urbà: cabines telefòniques i senyals de trànsit sobretot. En el moment culminant de la tempesta, prop de 200.000 clients es van quedar sense electricitat, segons la Generalitat de Catalunya.
El 27 de gener, quatre dies després del començament de les tempestes, aproximadament 3.500 clients continuaven estant submergits a la foscor en el conjunt de Catalunya.
A Galícia, en el moment culminant de la tempesta, 500.000 abonats patiren talls d'electricitat. El 25 de gener, Emilio Pérez Touriño, president de la Junta de Galicia, indicà que prop de 100.000 llars va quedar desproveïdes de subministrament elèctric. La província de Lugo fou una de les més afectades.
A Euskadi, 25.000 clients patiren una sort idèntica a la mateixa data.
Danys forestals
El pas del cicló per Catalunya va provocar forts vents i acumulació de neu als arbres i boscos, com a resultat del vent es van esqueixar branques, arbres sencers i en va arribar a arrencar molts. Entre els arbres arrencats n'hi havia d'arbres monumentals que van ser arrencats de soca-rel com l'Àlber de la Descàrrega a Amposta (Montsià) i el Cedre del Jardí dels Salesians a Vimbodí (Conca de Barberà), altres arbres monumentals van quedar danyats com és el cas del Lledoner de l'Estació a Rajadell (Bages) amb la pèrdua de mitja capçada que va caure sobre la carretera i façana properes, o del Roure de Vilardell a Ribes de Freser (Ripollès) que va veure molt reduïdes les dimensions i les restes van tallar el camí proper. Altres arbres i boscos monumentals afectats van ser la pineda del cal Ferrer del Coll (Piera, l'Anoia); la sequoia i la sequoia roja del Noguer (Viladrau, Osona); el perelloner del Cisterer (Prades, el Baix Camp) i el cedre Borni o cedre de casa Malla (Vinyols i els Arcs, el Baix Camp).

## Víctimes
El nombre provisional de víctimes mortes directament o indirectament per la tempesta és de 31 persones a Europa, dels quals 12 a França, 15 a Espanya, 4 a Itàlia, a les quals cal afegir també nombrosos ferits.
França
- En el departament de les Landes, un automobilista mor el dissabte 24 gener de 2009 per la caiguda d'un arbre sobre el seu cotxe, unes altres dues persones són mortes per caigudes d'objectes durant la tempesta. El dilluns 26 gener, la prefectura de les Landes anuncia la mort d'una persona gran en l'hospital de Lo Mont de Marsan després d'haver estat trobada en estat d'hipotèrmia al seu jardí a Sarbazan.
- A Gironda, dues persones amb assistència respiratòria han mort a causa d'un tall d'electricitat.
- A Dordonya, dues persones grans són trobades mortes el diumenge 25 gener, asfixiades per un grup electrogen en Nantuelh e Auriac de Borzac.[49]
- Als Pirineus Orientals, dos esportistes nàutics són trobats morts el diumenge 25 gener intoxicats per emanacions de monòxid de carboni d'un grup electrogen instal·lat a bord del seu veler a El Barcarès.[50]
- Als Pirineus Atlàntics, una persona ha mort després d'haver caigut d'una teulada.
- Al Gers, un jubilat de 62 anys ha mort el 30 de gener després d'una caiguda de sis metres des d'una teulada, el qual eleva 12 el nombre de morts vinculades a la tempesta Klaus a França.;[51]

Espanya
- Un agent de la Guàrdia Civil és mort per la caiguda d'un arbre a Burela (Lugo) el dissabte 24 de gener.[52]
- Un home de 80 anys mor a Vilalba (Lugo) després d'incendiar-se casa seva.[48]
- Un marí portuguès mor a la Corunya.[6]
- A Barcelona, el divendres 23 de gener, una dona de 52 anys troba la mort després que un mur s'hagi esfondrat sobre la vorera mentre tornava al seu domicili.[53]
- La violència de les ràfegues provoca l'enfonsament d'un complex poliesportiu en Sant Boi de Llobregat, a Catalunya, que causa la mort de quatre nens i ferides a uns altres nou.[6]
- A La Palma de Cervelló, en la província de Barcelona, un empleat municipal mor per la caiguda d'un arbre el 24 de gener.[6]
- Un home mor a Abrera, per la caiguda d'un arbre del seu jardí.[54]
- Un home de 53 anys va morir el dia 27 en l'Hospital Joan XXIII de Tarragona després de caure de la terrassa de la seva casa al poble de L'Argilaga, pertanyent al municipi de La Secuita, per efecte del vent el dia 24.[55]
- Un home de 51 anys ha mort a Aigües (Alacant) per la caiguda d'un mur.[48]
- Una dona de 73 anys mor a Hontoria de Valdearados (Burgos) per l'impacte d'una porta.;[56]

Itàlia
- El 25, de gener, una dona de 37 anys mor ofegada després d'haver estat arrossegades per les ones en una platja de la Costa Amalfitana.[57]
- Algunes hores més tard, tres persones són víctimes d'una esllavissada de terra sobre l'autopista que connecta la Reggio de Calàbria amb Salern, a la part meridional de la península.[58]

## Intervenció dels poders públics

### França

#### Mitjans militars
Des del 24 de gener, una quinzena de grups electrògens ha estat desplegada per alimentar principalment residències d'avis, estacions de bombament i centrals teléfoniques.
Un miler de militars són desplegats, sobretot als departaments de les Landes, del Gers i del Tarn i Garona. Venen en ajuda als serveis d'EDF i de France Télécom per tal d'alliberar els accessos i així poder reparar les xarxes elèctrica i telefònica. Igualment s'encarregen d'enretirar obstacles de les carreteres secundàries per poder finalitzar amb la incomunicació de certs municipis aïllats.
El 17è regiment d'enginyers paracaigudistes de Montalban i el 48è regiment de telecomunicacions d'Agen es desplacen a Agen per al restabliment de la xarxa électrica.
La base aèria 118 de Li Mont, el 17è agrupament d'artilleria de Biscarosse així com l'escola d'aplicació de l'aviació lleugera de l'exèrcit de terra de Dax porten igualment la seva ajuda en les tasques de salvament.
El 27 de gener, el 25è regiment d'enginyers de l'aire intervé a Granada (Lanas).
El mateix dia, com el 1999, els Mirages F1 de la base aèria 112 de Reims són desplegats sobre el departament de les Landes per treure fotografies georeferenciades per tal d'identificar ràpidament les zones sinistrades i d'organitzar de manera òptima les operacions de salvament i neteja.

#### Mitjans polítics
Michel Barnier, Ministre de l'Agricultura i de la Pesca, preveu un pla global d'accions per tal de revalorar el bosc abatut a les Landes i així ajudar la indústria silvicola.
A França, el decret que porta reconeixement de l'estat de catàstrofe natural apareix publicat al diari oficial del 29 de gener 2009.

## Imatges de la tempesta

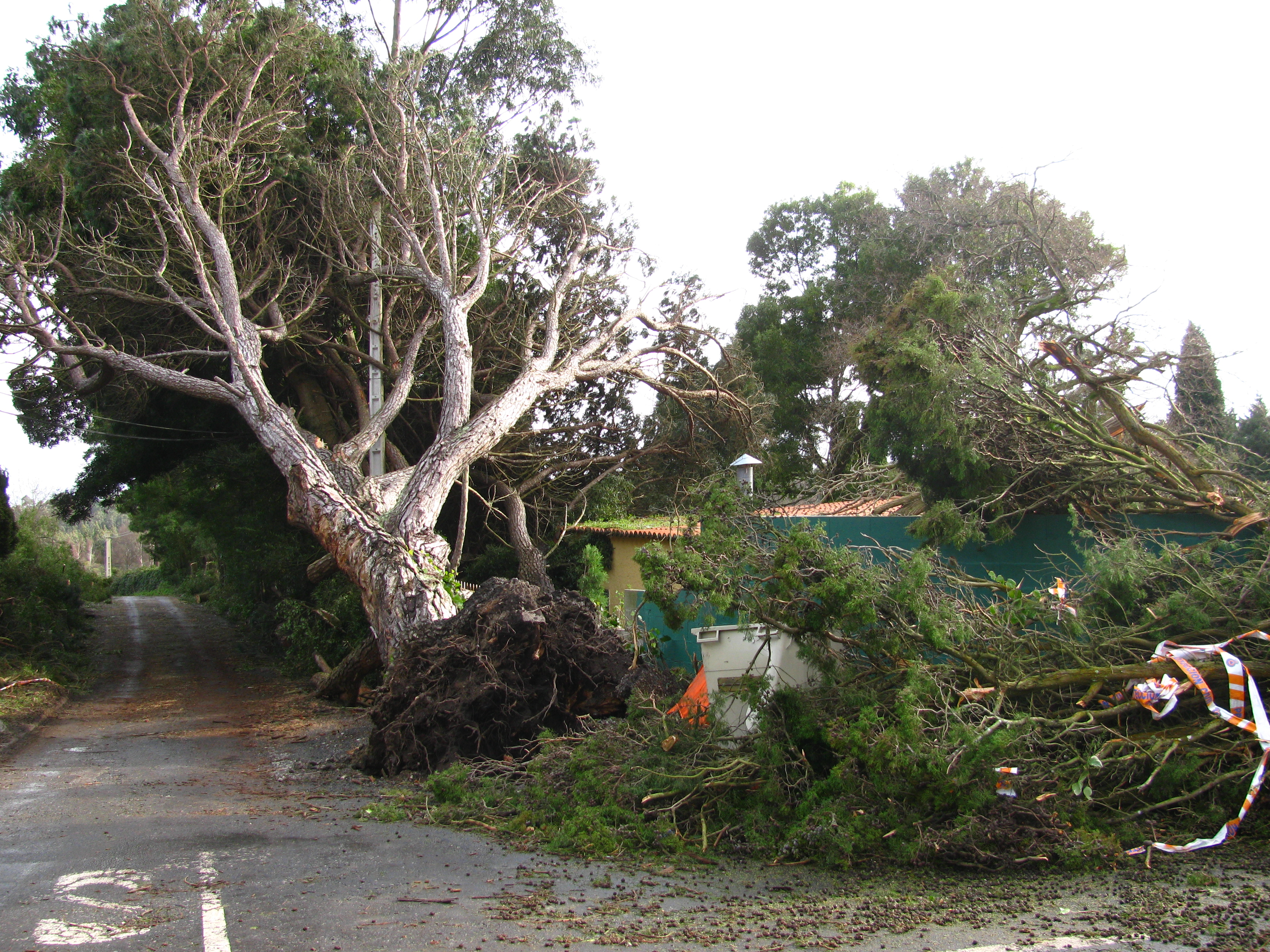
Arbres arrencats prop de La Corunya
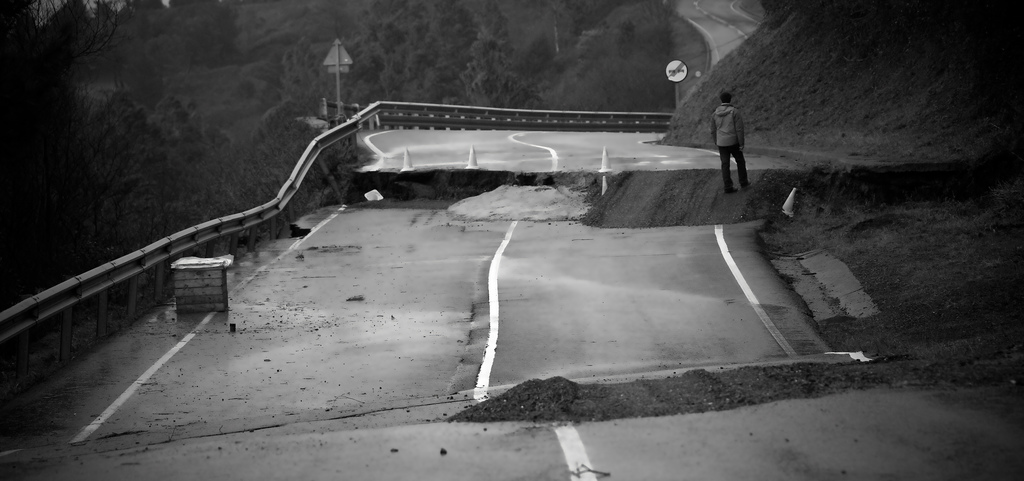
Carreteres malmeses al País Basc
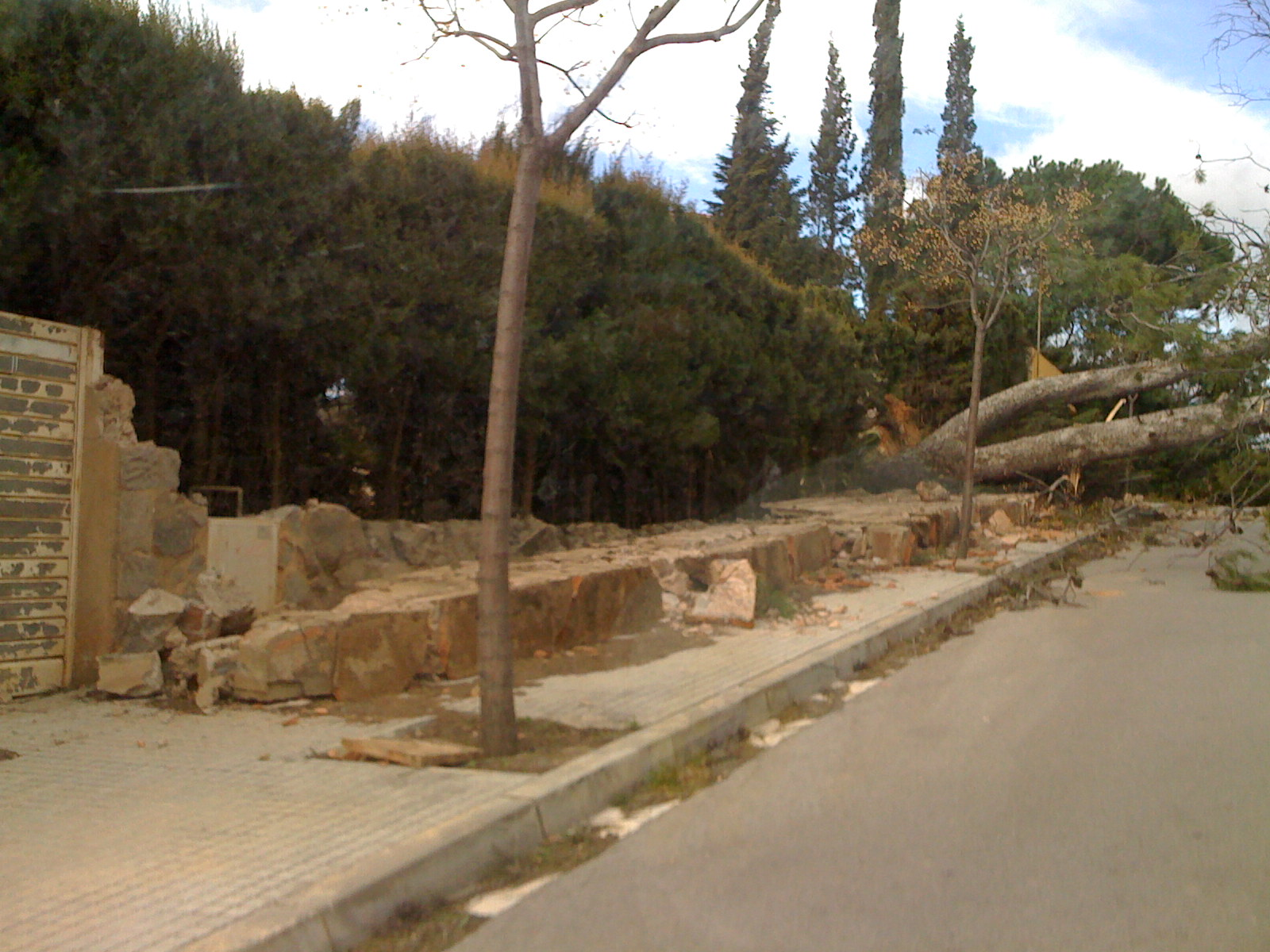
Danys a Catalunya
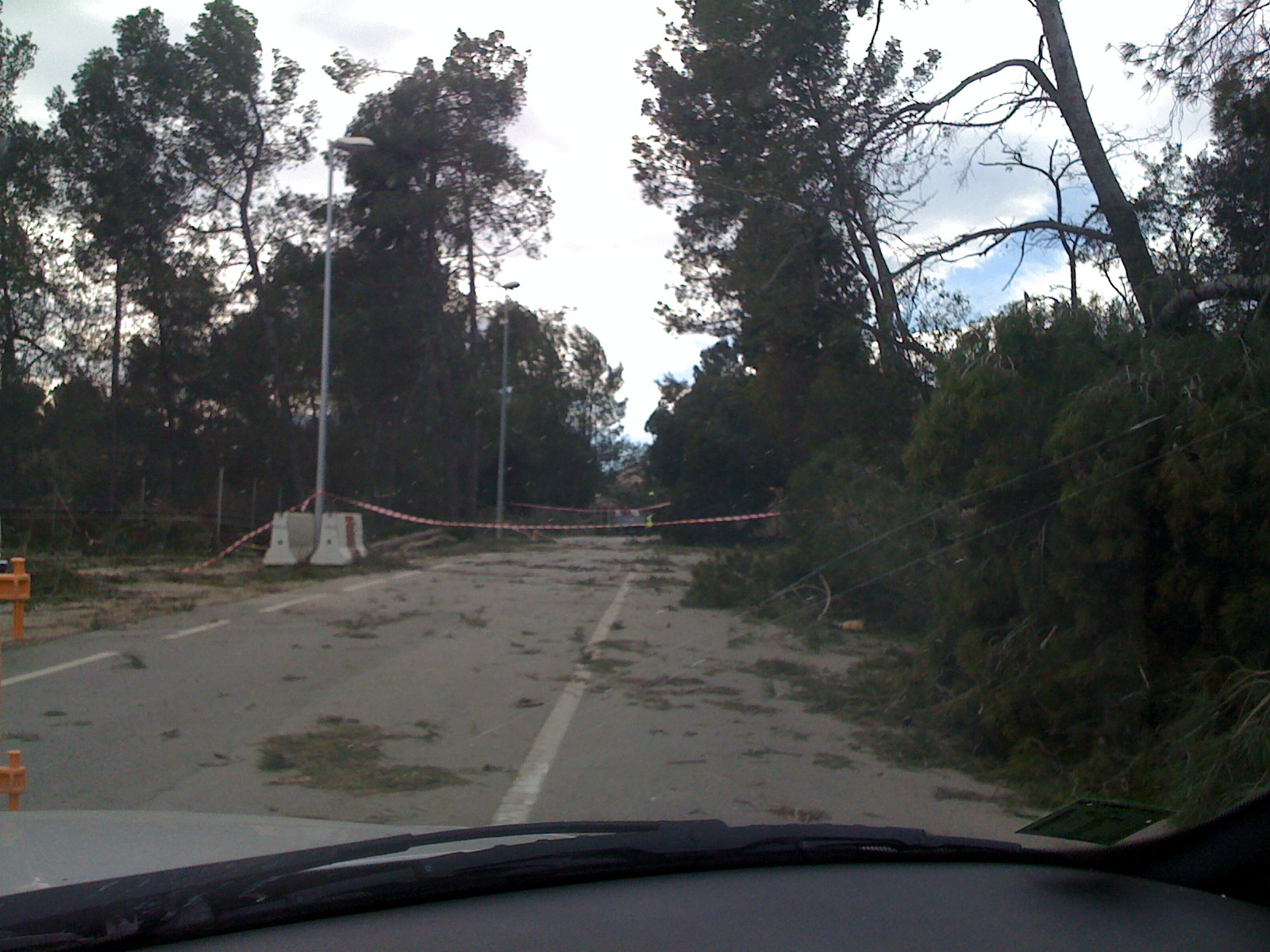
Trànsit pertorbat a Catalunya
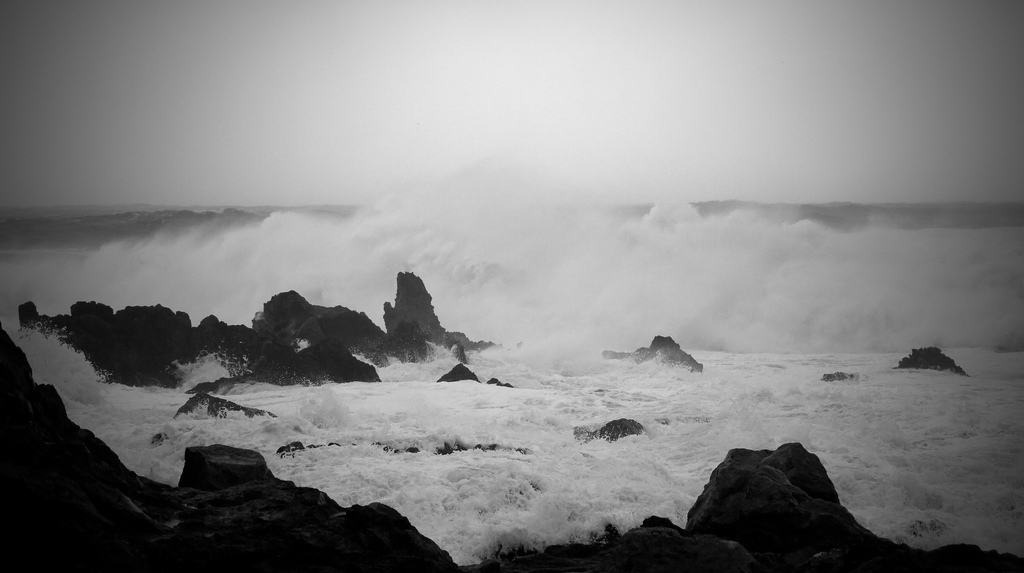
El temporal al País Basc
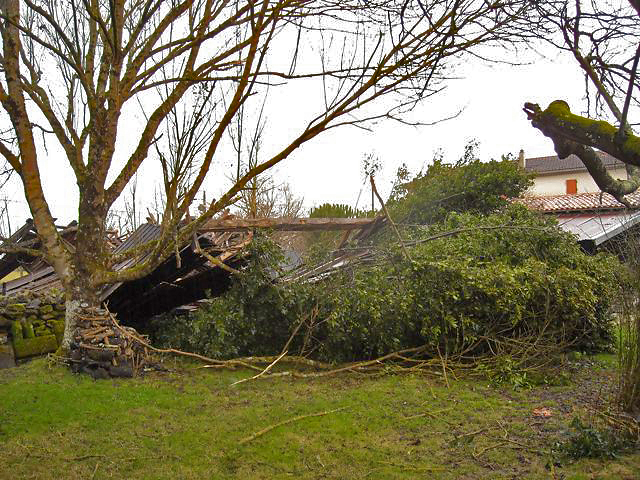
Danys a Gironda
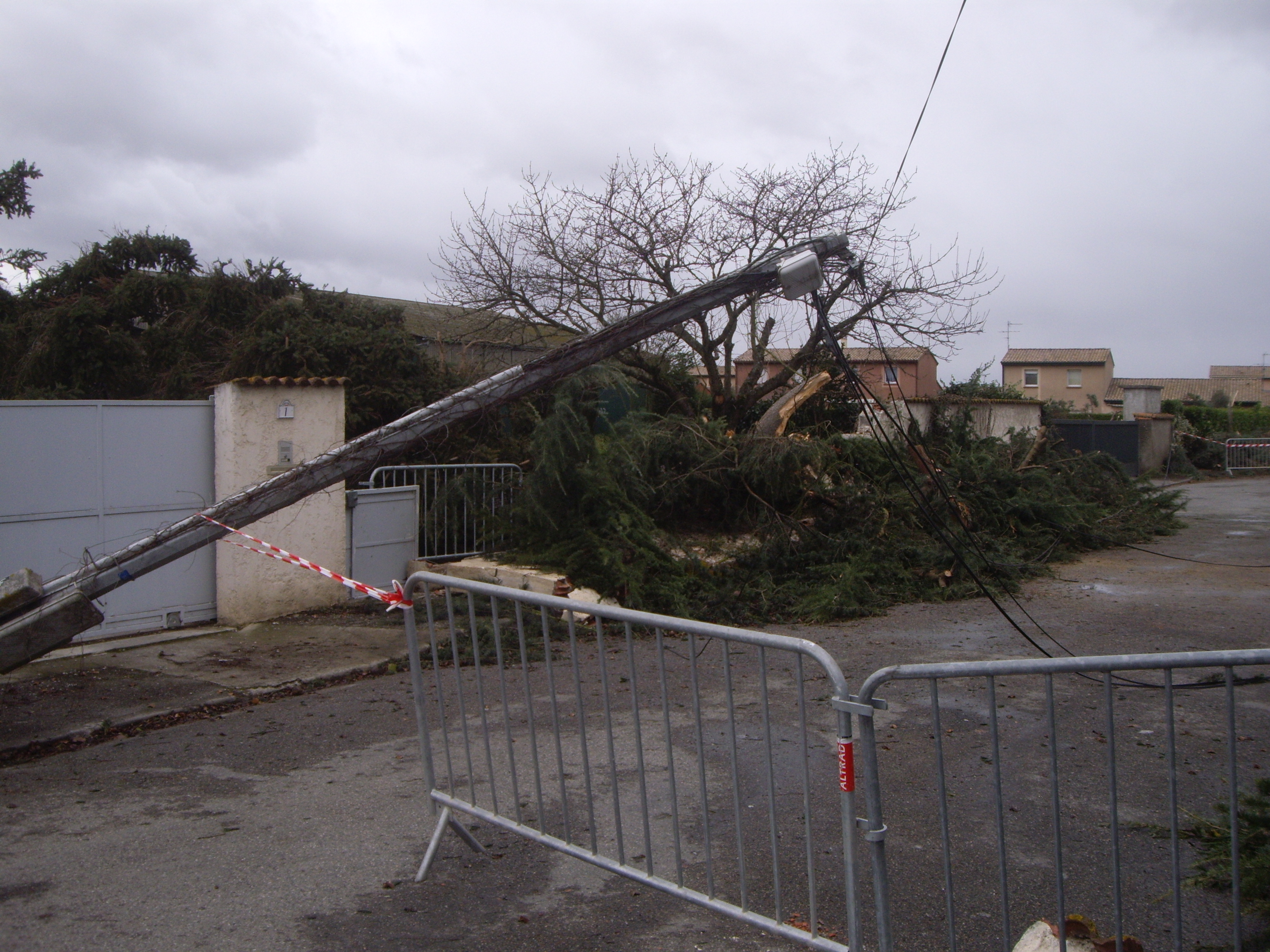
Cables elèctrics romputs al Sud-oest de França
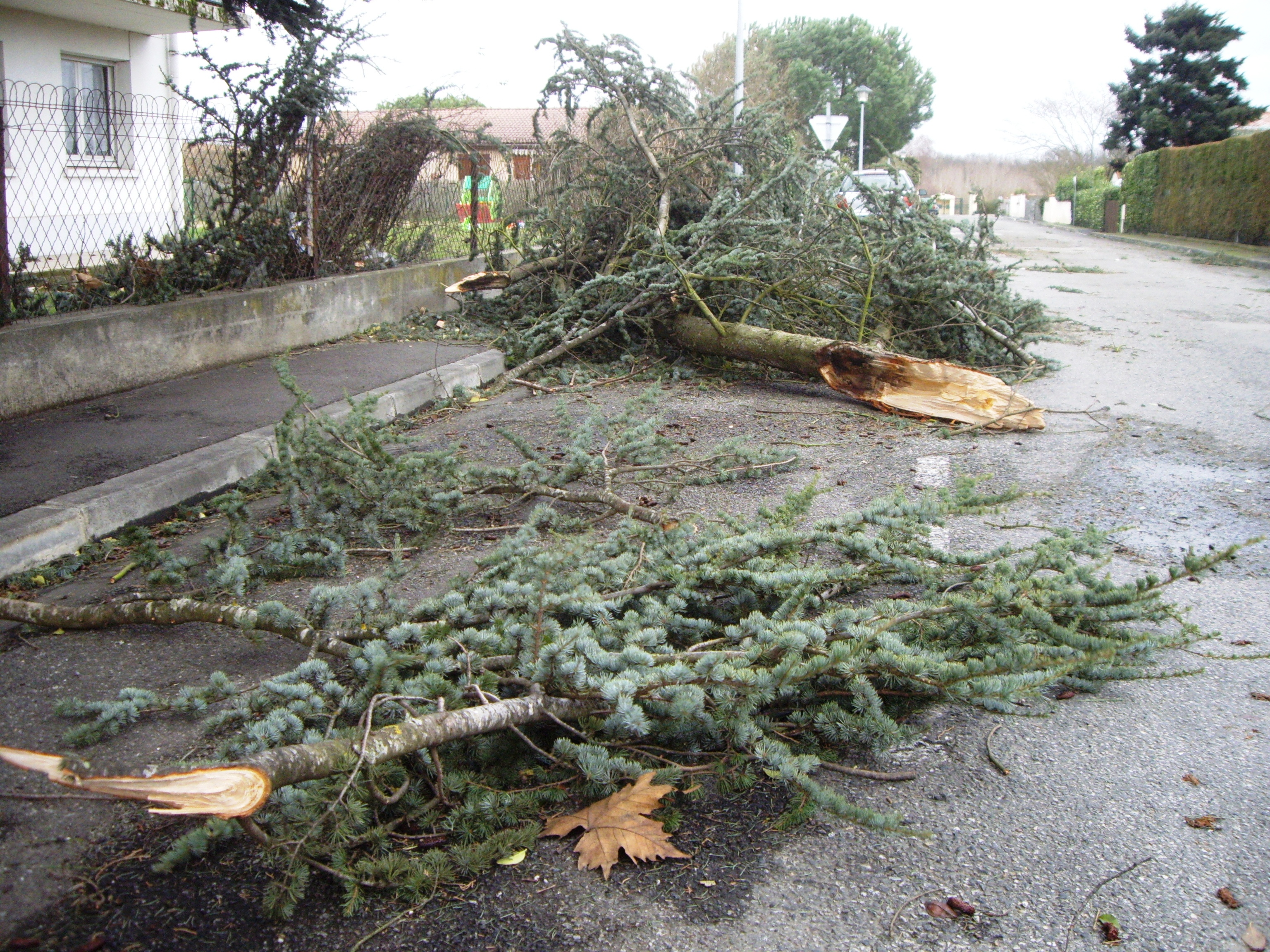
Arbres arrencats per la tempesta a França